# Kerkhof van Scheldewindeke
Het Kerkhof van Scheldewindeke is een gemeentelijke begraafplaats in het Belgische dorp Scheldewindeke, een deelgemeente van Oosterzele. De begraafplaats ligt in het dorpscentrum rond de Sint-Christoffelkerk. Op het kerkhof staat een herdenkingsmonument voor de slachtoffers van de beide wereldoorlogen. 

## Brits oorlogsgraf
Op het kerkhof ligt het graf van de negentienjarige Britse onderluitenant John Douglas Lightbody. Hij was piloot bij de Royal Air Force en sneuvelde op 4 november 1918. Zijn graf wordt onderhouden door de Commonwealth War Graves Commission en is er genoteerd als Scheldewindeke Churchyard.